# 禮服

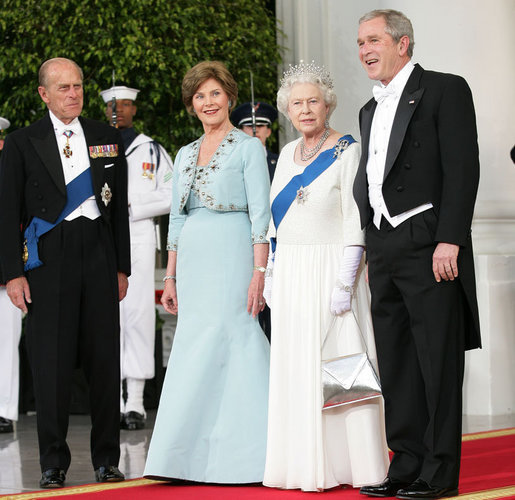
英國皇室成員穿著正式禮服出席公開場合

禮服是指一些禮儀或正式場合所穿的服裝，如喜服、喪服、祭服等。
漢字文化圈傳統中，狹義的禮服專指有一定形制規定、在國家禮儀場合中所穿的服裝，一般只有皇室或貴族、官員穿著，如冕服、翟服等。廣義的禮服則包括冠婚喪祭所穿的吉服、常服、喪服、祭服等較為正式的服裝。

## 白領結
白領結又稱全套禮服，是最高規格的禮服配搭，於授勛場合或覲見皇室時穿著。

## 黑領結
黑領結又稱半套禮服，於晚宴上穿著。